# Dyops paurargyria
Dyops paurargyria är en fjärilsart som beskrevs av George Francis Hampson 1926. Dyops paurargyria ingår i släktet Dyops och familjen nattflyn. Inga underarter finns listade i Catalogue of Life.